# إسماعيل بن أحمد القاضي
إسماعيل بن أحمد بن سليم القاضي الخواري، وهو رجل فاضل مشهور من أهل بغداد، كان يشغل منصب نائب القضاة الصاعدية في نيسابور وهو المفتي على مذهب الإمام أبي حنيفة النعمان، ولقد سكن بغداد وتوفي فيها.
وكان القاضي إسماعيل محدثا من رواة الحديث عند أهل السنة والجماعة، وسمع الحديث النبوي في أمالي الصاعدية.

## وفاته
توفي في سنة 570 هـ/ 1174م، ودفن في المقبرة الوردية ببغداد.